# Youth (Hard Times)
Youth (Hard Times) (Chinees: 青春：苦; qīng chūn ku) is een Frans-Luxemburgs-Nederlandse documentairefilm uit 2024, geregisseerd door Wang Bing. Het is het tweede deel van de Youth-filmtrilogie van de regisseur over jonge Chinese textielarbeiders, na de documentaire Youth (Spring) (2023) en gevolgd door Youth (Homecoming) (2024).

## Verhaal
Er ontstaan spanningen tussen de arbeiders en de fabriekseigenaren in meerdere textielwerkplaatsen in Zhili.

## Productie
De film werd van 2014 tot 2019 opgenomen in de Chinese provincie Zhejiang in Zhili, een productiestad in Huzhou. Wang Bing woonde een aantal jaren in een nabijgelegen stad om een groep textielarbeiders te volgen. Na een moeizame eerste drie maanden, raakte Wang Bing uiteindelijk bevriend met de lokale bedrijfsleiders, die grotendeels in beslag werden genomen door hun dagelijks leven. Mits de productie de bedrijfsvoering niet zou verstoren, hadden ze geen bezwaar tegen de film of wat er wel of niet vertoond zou worden van de arbeidsomstandigheden van hun werknemers. Het is de eerste film in een trilogie die de groep gaat volgen.

## Release
Youth (Hard Times) ging op 13 augustus 2024 in première op het Internationaal filmfestival van Locarno in de competitie voor de Gouden Luipaard.

## Prijzen en nominaties
De belangrijkste:
| Jaar | Prijs                                   | Categorie       | Genomineerde(n) | Uitslag     |
| ---- | --------------------------------------- | --------------- | --------------- | ----------- |
| 2024 | Internationaal filmfestival van Locarno | Gouden Luipaard | Wang Bing       | Genomineerd |